# 忍路郡
- 令制国一覧 > 北海道 (令制) > 後志国 > 忍路郡
- 日本 > 北海道 > 後志支庁 > 忍路郡

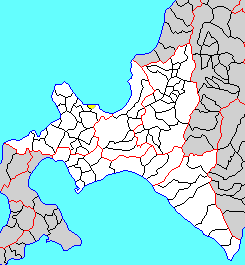
北海道忍路郡の位置（黄：明治期）

忍路郡（おしょろぐん）は、北海道（後志国）後志支庁にあった郡。

## 郡域
1879年（明治12年）に行政区画として発足した当時の郡域は、小樽市の一部（概ね塩谷・桃内・忍路・蘭島およびオタモイの一部）にあたる。

## 歴史

### 郡発足までの沿革
江戸時代、忍路郡域は和人地となる。松前藩によってヲショロ場所が開かれていた。陸上交通は、東西に渡島国から天塩国増毛郡へ至る道（国道5号の前身）が通じていた。延宝2年忍路場所請負人西川伝右衛門が勧請した蝦夷大国主神社は忍路神社の前身である。
江戸時代後期の文化4年には、忍路郡域は天領とされた。文政4年には松前藩の元に戻されたものの、安政2年再び天領となり庄内藩が警固をおこなった。文久2年塩谷村吉原に徳源寺が建立される。戊辰戦争（箱館戦争）終結直後の1869年、大宝律令の国郡里制を踏襲して忍路郡が置かれた。

### 郡発足以降の沿革

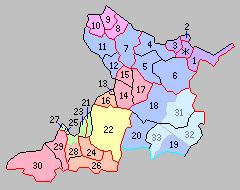
北海道一・二級町村制施行時の忍路郡の町村（3.塩谷村 紫：小樽市）

- 明治2年8月15日（1869年9月20日） - 北海道で国郡里制が施行され、後志国および忍路郡が設置される。開拓使が管轄。
- 明治5年
  - 4月9日（1872年5月15日） - 全国一律に戸長・副戸長を設置（大区小区制）。
  - 10月10日（1872年11月10日） - 4月に設置された区を大区と改称し、その下に旧来の町村をいくつかまとめて小区を設置（大区小区制）。
- 明治9年（1876年）9月 - 従来開拓使において随意定めた大小区画を廃し、新たに全道を30の大区に分ち、大区の下に166の小区を設けた。

- 第4大区
  - 1小区 ： 塩谷村
  - 2小区 ： 忍路村、桃内村、蘭島村

- 明治12年（1879年）7月23日 - 郡区町村編制法の北海道での施行により、行政区画としての忍路郡が発足。
- 明治13年（1880年）3月 - 小樽郡外二郡役所（小樽高島忍路余市郡役所）の管轄となる。
- 明治15年（1882年）2月8日 - 廃使置県により札幌県の管轄となる。
- 明治19年（1886年）1月26日 - 廃県置庁により北海道庁札幌本庁の管轄となる。
- 明治22年（1889年）1月 - 小樽郡外六郡役所（小樽高島忍路余市古平美国積丹郡役所）の管轄となる。
- 明治30年（1897年）11月5日 - 郡役所が廃止され、小樽支庁の管轄となる。
- 明治39年（1906年）4月1日 - 北海道二級町村制の施行により、塩谷村、桃内村、忍路村、蘭島村の区域をもって塩谷村（二級村）が発足。
- 明治43年（1910年）3月1日 - 小樽支庁が廃止され、後志支庁の管轄となる。
- 大正10年（1921年）4月1日 - 塩谷村が北海道一級町村制を施行。
- 昭和33年（1958年）4月1日 - 塩谷村が小樽市に編入。同日忍路郡消滅。